# Akitio (fleuve)
L'Akitio (anglais : Akitio River) est un fleuve de 35 km situé en Nouvelle-Zélande dans le district de Tararua, dans la région de Manawatu-Wanganui, dans l'île du Nord qui se jette dans l'océan Pacifique au niveau de la ville d'Akitio, au sud du cap Turnagain (en) sur la côte est de l’île.

## Galerie

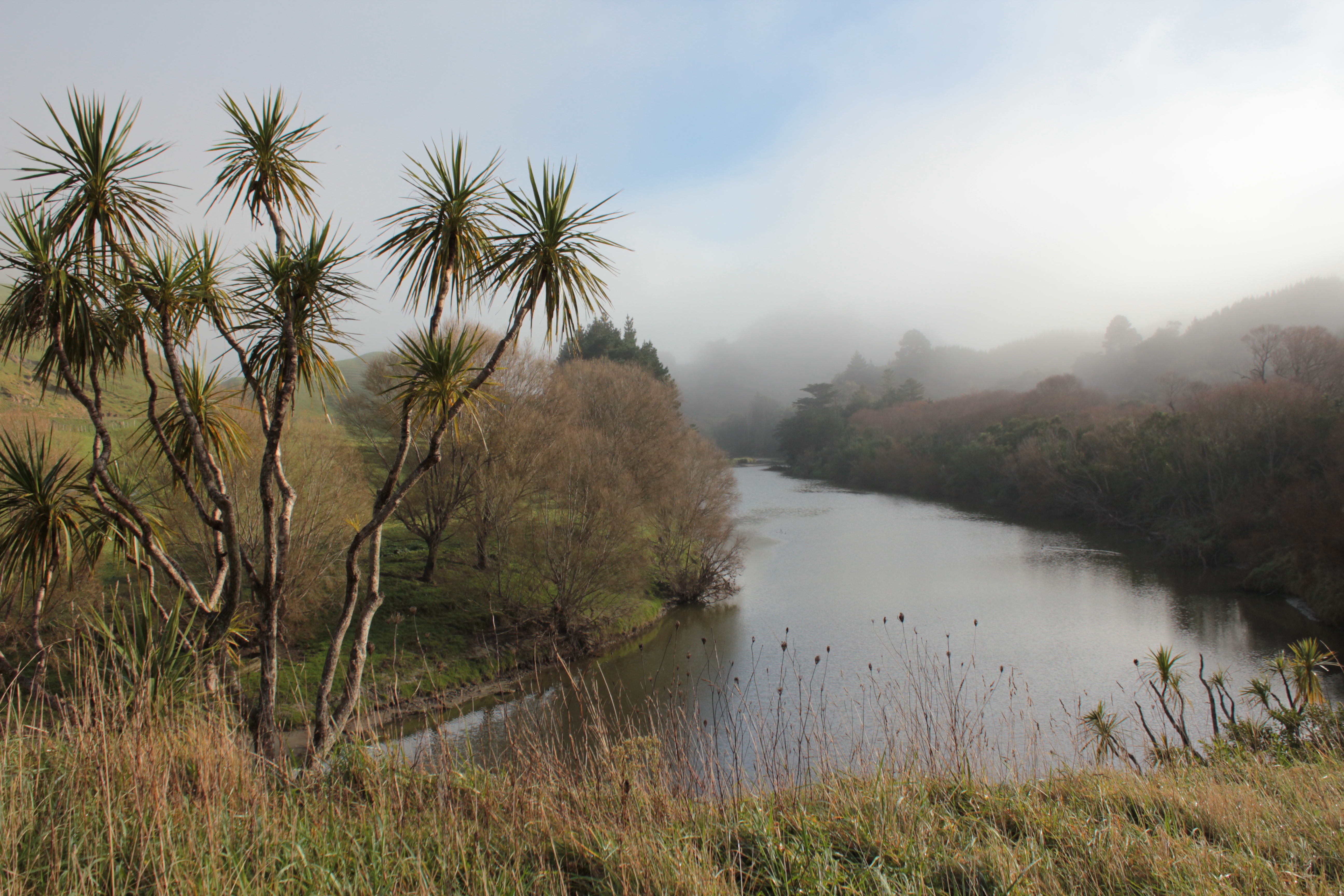
la rivière Akitio
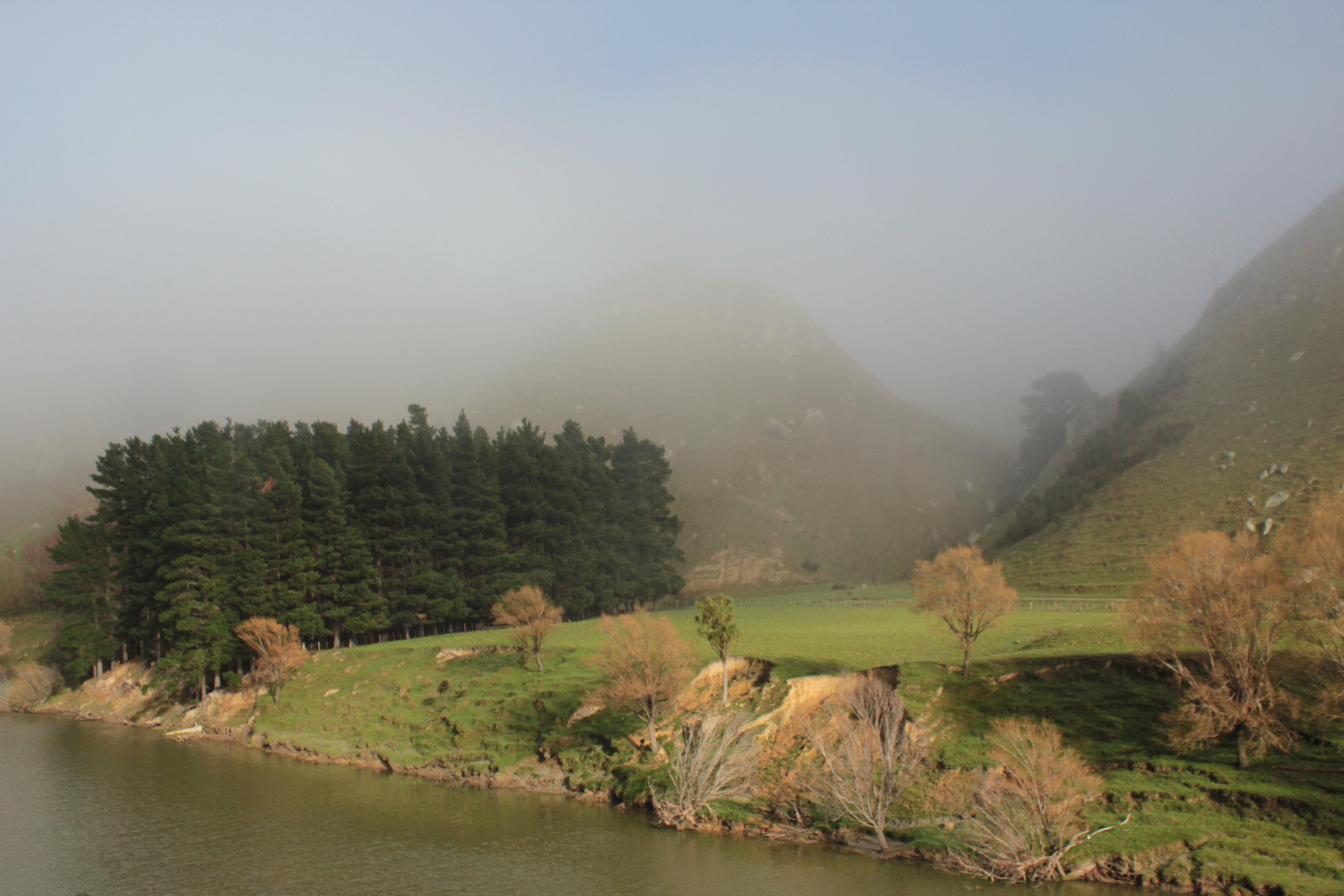
arbres de type microcarpa le long du fleuve Akitio
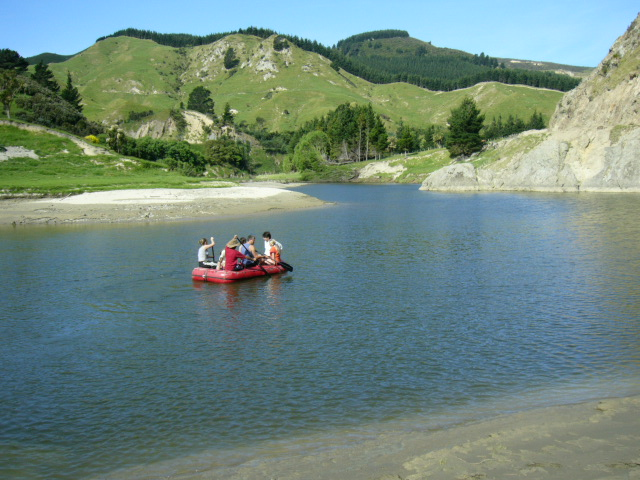
rafting sur le fleuve Akitio